# Lelaps paraguayensis
Lelaps paraguayensis är en stekelart som beskrevs av Girault 1912. Lelaps paraguayensis ingår i släktet Lelaps och familjen puppglanssteklar.
Artens utbredningsområde är Paraguay. Inga underarter finns listade i Catalogue of Life.